# Ludwig Thumm (Polizeibeamter)
Ludwig Thumm (* 11. Mai 1893 in Stuttgart; † 15. Dezember 1950 ebenda) war Kriminalkommissar und Leiter des Sachgebiets „Schutzhaft“ der Staatspolizeileitstelle Stuttgart sowie Mitglied der SS.

## Jugend und Tätigkeit bis 1933
Ludwig Thumm wurde  in Stuttgart geboren. Nach dem Abschluss der Volksschule arbeitete Thumm als Bürogehilfe. 1911 meldete er sich freiwillig für drei Jahre zum Militärdienst, der dann bis zum Ende des Ersten Weltkrieges andauerte. 
1920 wurde Thumm von der Polizeidirektion Stuttgart als Kriminalanwärter eingestellt. Zunächst arbeitete er in der „Sitte“, später in der Abteilung für Betrug und Diebstahl und anschließend in der Abteilung für Freiheitsberaubung. Im Krisenjahr 1923 nahm Thumm erste Kontakte zur NSDAP auf  und trat nach eigenen Angaben 1930 der Nationalsozialistischen Beamtenabteilung bei.  Im April 1932 erwarb er die Mitgliedschaft in der NSDAP.

## Tätigkeit bei der Politischen Polizei
Am 1. März 1933 wurde Thumm in die württembergische Politische Polizei versetzt, wo er ab 1934 als Kriminalkommissar in der Dienststelle 5 (Nachrichtenwesen) unter der Leitung von Friedrich Mußgay arbeitete. Später arbeitete er im Referat Schutzhaft. Die dort Beschäftigten  beantragten beim württembergischen Innenministerium, ab Februar 1938 beim Geheimen Staatspolizeiamt in Berlin, die „Inschutzhaftnahme“ von Personen und setzten sie um. Sie beaufsichtigten außerdem die württembergischen Strafanstalten in der Hinsicht, dass diese ihnen melden mussten, wenn durch Gerichte verurteilte Personen nach der Verbüßung der Strafe entlassen wurden. Manche wurden bei der Entlassung sofort wieder von der Gestapo verhaftet und in „Schutzhaft“ genommen. 
1940 wurde Thumm Mitglied der SS und übernahm die Leitung des Sachgebiets „Schutzhaft“.  In dieser Eigenschaft war er auch zuständig für die Aufsicht über das Schutzhaftlager Welzheim und die Arbeitserziehungslager Rudersberg und Aistaig. Thumm war in erster Linie ein sogenannter Schreibtischtäter. Zudem war er mindestens einmal Leiter eines Exekutionskommandos. In Oberndorf am Neckar wurde am 12. Juni 1942 unter seiner Leitung ein polnischer Zwangsarbeiter namens Stanisław Jóźwik erhängt, der zuvor Häftling des Arbeitserziehungslagers Aistaig war. Da die Akten der Staatspolizeileitstelle Stuttgart am Ende des Krieges verbrannt wurden, ist seine Beteiligung an weiteren Hinrichtungen nicht nachweisbar.
Thumm ist als nicht besonders scharfsinnig, dafür aber niederträchtig und ehrgeizig charakterisiert worden.

## Nach dem Krieg
1945 wurde Thumm von der französischen Armee verhaftet und in Speyer interniert, aber 1946 wieder freigelassen.  1949 wurde er erneut verhaftet und in die amerikanische Besatzungszone überstellt. Im gleichen Jahr wurde gegen ihn Anklage vor der Spruchkammer 37 in Stuttgart erhoben.  Thumm starb  vor dem Abschluss des Spruchkammerverfahrens.